# Дриблінг
У спорті, дриблінг — це маневр з м'ячем гравця під час руху в заданому напрямі з метою уникати захисників у спробі перехопити м'яч. Такий контроль може здійснюватися ногами (наприклад, футбол), руками (баскетбол і гандбол), ключкою (хокей з м'ячем, хокей на траві і хокей на льоду) або лобом та носом (водне поло). Успішний дриблінг проведе м'яч повз захисників і створить можливості забити гол.

## Футбол
У футболі дриблінг є одним з найскладніших дій з м'ячем і одним з найкорисніших у атаках. Дриблінг може включати в себе різні маніпулятивні прийоми для того, щоб пройти повз суперника; зокрема  Роналдіньо часто використовував складні фінти, такі як еластіко, для того, щоб обіграти захисників.
Дриблінг дуже важливий, особливо в третій частині поля або на фланзі. Дриблінг створює простір і дозволяє забити або створити гольовий момент після успішного проходу захисника. Однак, невдалий дриблінг може призвести до втрати м'яча. Деякі гравці вважають за краще проходити захисників швидкістю, такі як вінгер Гарет Бейл, інші гравці йдуть прямо на противників і намагаються пройти повз них прокидуючи м'яч між ногами супернику, такі як Луїс Суарес, , тоді як інші можуть використовувати фінти, контроль м'яча, маневреність і прискорення, щоб уникнути опіки, такі як Ліонель Мессі.

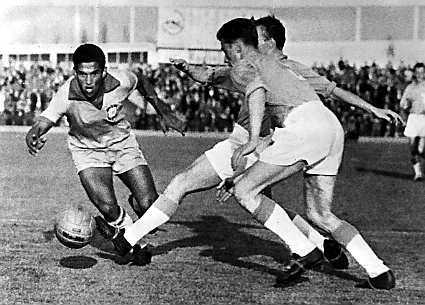
Гаррінча (ліворуч), бразильський вінгер і зірка Кубка світу 1962 року, вважається одним з найвидатніших дриблерів всіх часів.

Майстерного дриблера часто важко зупинити; невдалі підкати (якщо захисник не дотягнувся до м'яча) можуть призвести до корисних штрафних ударів, а також жовтих або червоних карток супернику.

## Баскетбол

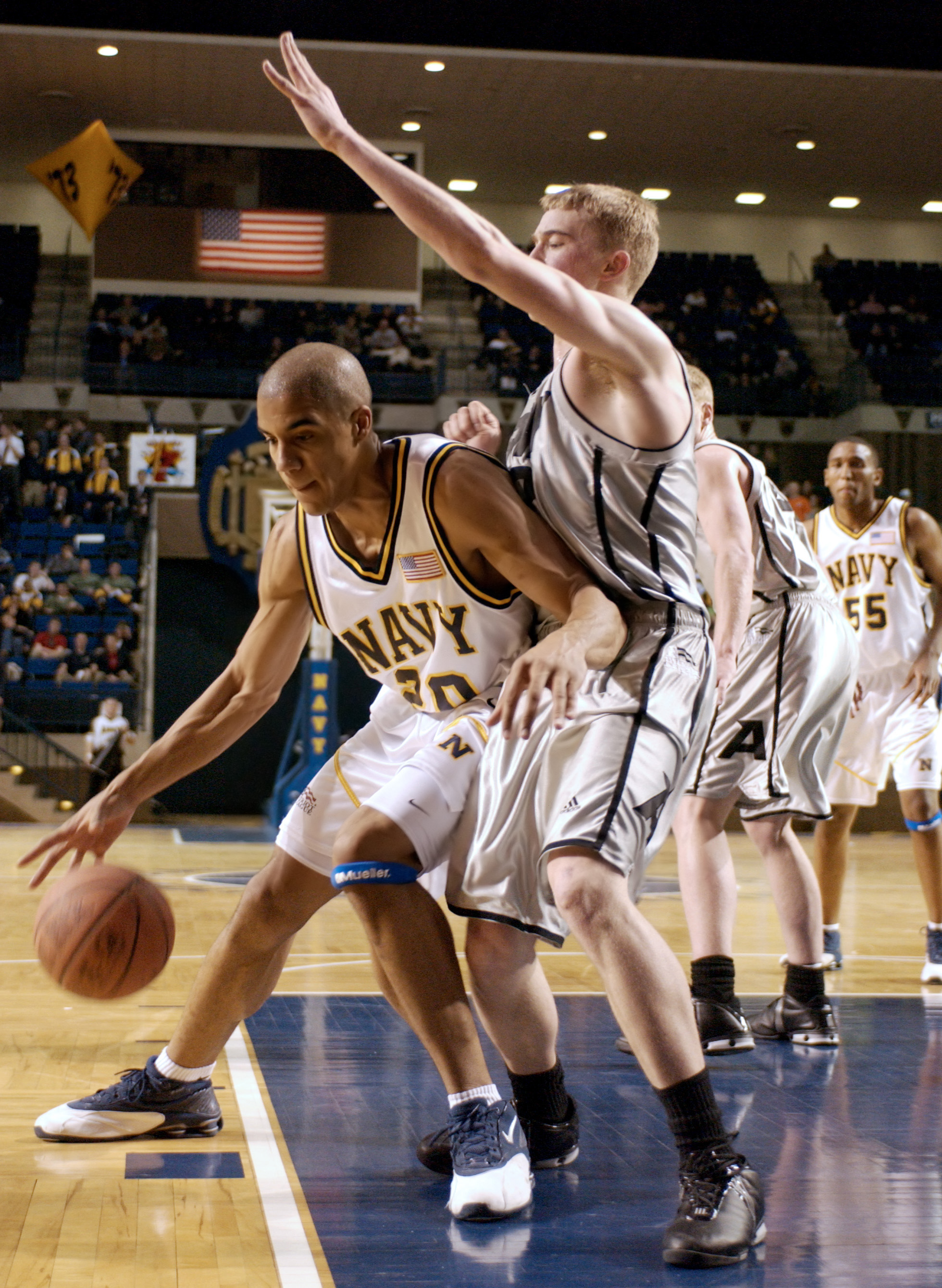
Дриблінг в Баскетболі

Ведення м'яча — один з основних технічних елементів баскетболу, другий після передачі, спосіб переміщення м'яча по майданчику. Правильне, технічно грамотне ведення м'яча — фундамент для стабільного контролю за ним, основа індивідуального обігравання суперника.
Ведення розрізняють за основними способами:
- високе швидкісне ведення (високий відскок м'яча від підлоги, кут згинання ніг в колінах — 135—160).
- низьке ведення з приховуванням м'яча (низький відскок м'яча від підлоги, кут згинання ніг в колінах — 90-120").
- комбіноване ведення.

При веденні м'яч перекладається з руки на руку трьома прийомами: ударом перед собою, ударом за спиною або між ногами, півотом (поворотом на 270—360 при зіткненні з захисником).
Основна стійка при веденні м'яча: ноги в колінах зігнуті, таз опущений, тіло трохи нахилене вперед, плечі розгорнуті, голова піднята. Під час ведення гравець повинен бути готовий у будь-який момент змінити напрямок руху, зробити зупинку, передачу чи кинути по кільцю. М'яч ховається від суперника корпусом, плечем, вільною рукою. Кисть руки, що веде м'яч, регулює силу удару, висоту відскоку і напрямок руху м'яча. При цьому до м'яча торкаються лише кінчики пальців, гравець не повинен дивитися на м'яч, а тільки периферичним зором контролювати його. У полі зору дриблера одночасно повинні перебувати партнери, захисники, судді.
Дриблінг здійснюється подушечками пальців, пальці повинні бути розслаблені і розпростерті, кистю руки робиться напівкруговий рух, при цьому передпліччя рухається вгору і вниз. Майстри дриблінгу ведуть м'яч близько до землі, що знижує ризик перехоплення захисником. Найкращі дриблери можуть вести м'яч за спиною, між ногами і змінювати темп ведення, в результаті чого гравцеві важко захищатися і з'являються можливості проходу, кидка або передачі. Спосіб ведення вибирається в залежності від відстані до захисника і кільця суперника.
Одними з найкращих майстрів дриблінгу в баскетболі були Аллен Айверсон, Стів Неш, Тоні Паркер, Джейсон Кідд, Джон Стоктон, Меджік Джонсон, Двейн Вейд і т. д.

## Водне поло

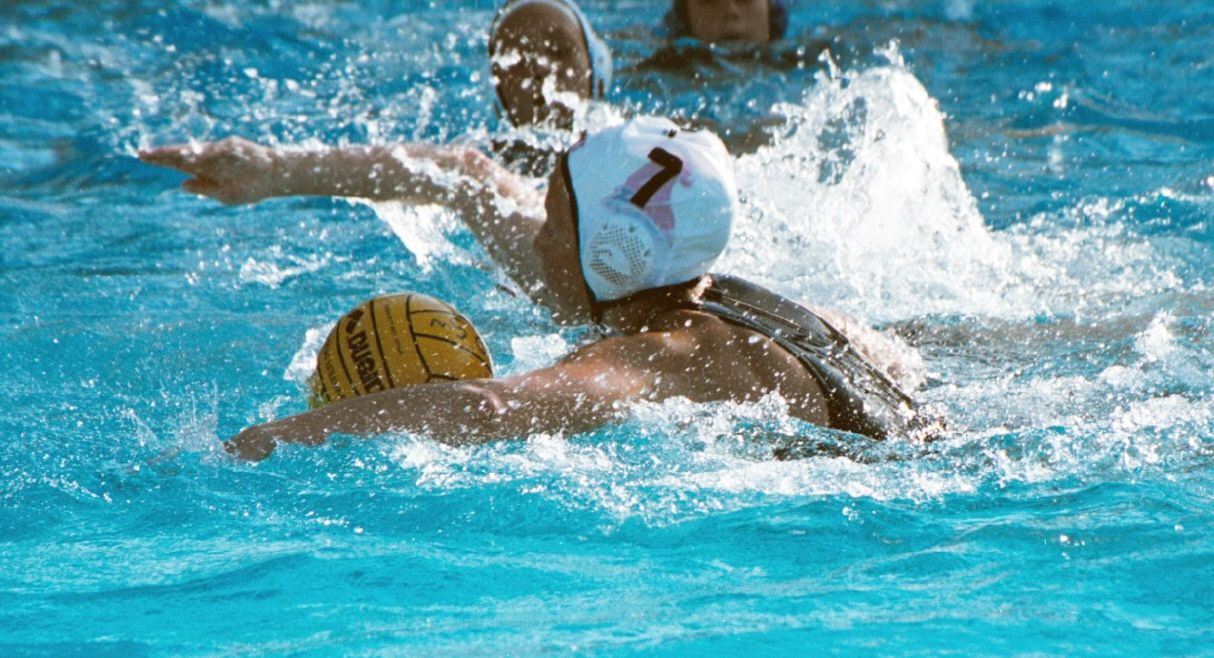
Нападник (7) веде м'яч за допомогою дриблінгу

В водному поло дриблінг — це техніка переміщення м'яча при плаванні вперед.